# Édouard Bader
Édouard Ferdinand Bader (ur. 26 lipca 1899 w Ferrières, zm. 21 kwietnia 1983 w Ferrières) – francuski rugbysta grający na pozycji łącznika młyna, olimpijczyk, zdobywca srebrnego medalu w turnieju rugby union na Letnich Igrzyskach Olimpijskich w 1920 roku w Antwerpii.
Był merem rodzinnego miasta w latach 1953–1959.

## Kariera sportowa
W trakcie kariery sportowej związany był z klubami SS Primevères, Stade Français, CASG Paris oraz AS Bourse.
Z reprezentacją Francji uczestniczył w turnieju rugby union na Letnich Igrzyskach Olimpijskich 1920. W rozegranym 5 września 1920 roku na Stadionie Olimpijskim spotkaniu Francuzi ulegli reprezentacji USA 0–8. Jako że był to jedyny mecz rozegrany podczas tych zawodów, oznaczało to zdobycie przez nich srebrnego medalu.
W reprezentacji Francji w latach 1926–1927 rozegrał łącznie 3 spotkania nie zdobywając punktów.